# 杨杏佛
杨杏佛（1893年5月4日—1933年6月18日），名铨，字杏佛，以字行，江西省清江县人，生於玉山县。是经济管理学家、社會運動家。

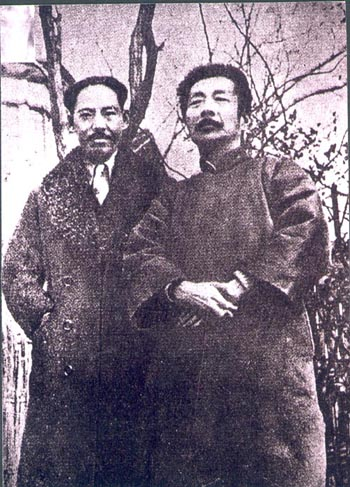
杨杏佛与鲁迅

## 生平
1893年5月4日，楊杏佛出生於清朝江西省广信府玉山县，父親楊永昌是典獄吏，母親劉氏照顧家中起居。出生後父親偕家到揚州、杭州任職，所以在江蘇長大。1899年，六歲時入私塾。1905年，父親在杭州任職，因犯人逃走被判免職，經濟拮据。1907年，到吳淞中國公學讀書，1908年9月，中國公學學潮，學生自組新公學。1910年4月，和雷铁厓、柳亞子結識，並在雷的介紹下加入同盟會。1911年8月，楊的父母希望他學習工科，遂投考唐山路矿学堂，和茅以升同班。1912年，辛亥革命時學校紛紛停課，學生大多回鄉或就地參加革命，楊杏佛也返回武昌參加革命。1912年3月12日，加入南社，在雷的推薦下到南京临时政府总统府任秘书处收发组长。臨時政府解散後，楊杏佛提出出國留學，他和任鴻隽等人寫了一份呈文，請求政府資助。在孫中山批准後，稽勳局核准了他們的申請。6月，由於出國時間未定，他和任鴻隽受錢趙樵邀請到天津《民意報》任職。8月，《民意報》因故停刊，楊杏佛就取道南下了。11月中旬，楊杏佛和任鴻隽等十一人由日本赴美留學。12月1日，到達康乃尔大学攻读机械工程，受到胡適的接待。1915年1月，和任鴻隽、趙元任、胡明复、秉志等九人創辦《科學》月刊，發起創辦中國科學社。1916年8月，在哈佛大学学习工商管理，1918年畢業。
1918年，回国後任汉阳铁厂会计处成本科科长。1919年9月，执教于南京高等师范学校，先后任工科教授兼主任、商科教授兼主任。1922年，与秉志、胡先骕创办中国科学社生物研究所。1924年，任孙中山秘书。1925年6月10日，創辦《民族日報》，發表文章聲討英帝國主義罪行，抨擊北洋軍閥的賣國行徑。1925年9月，和張聞天、陳望道、楊賢江、恽代英、郭沫若、胡愈之等人成立“中国济难会”，籌款營救被逮捕關押的政治犯。四一二事变之后，以中国济难会名义极力接济和营救政治犯。1927年，任中華民國大学院副院长，1928年，任中央研究院总干事、社会科学研究所研究员兼代所长。
1932年，任中国民权保障同盟筹备委员会副会长兼总干事。抗议蒋介石秘密处决邓演达和积极营救被捕的共产国际特工牛兰夫妇。1933年6月18日，在上海法租界亚尔培路331号中央研究院国际出版品交换处大門前，遭國民黨軍統特務趙理君（化名曹立俊）等暗杀，連中10槍，當場死亡，年僅40歲。

## 著述
杨杏佛是最早研究和传播科学管理的中国学者。
1915年，美国留学时在中国《科学》杂志上发表《人事之效率》，是中国人最早关于科学管理的论文。
1918年，回国后在《科学》杂志上发表《科学的管理法在中国之应用》。
1926年，发表《科学与商业》，是近现代中国学术界最早论述科学与科学管理在商业中的应用、鼓吹发明家要靠商业实施技术创新的论文。
此外，还有《工厂管理法》、《店员修养与应具之常识》、《改良成本会计之方法与困难》等工商管理类著作。
1933年，《东方》杂志发起“新年的梦想”征文，杨杏佛就“梦想中的未来中国”写道：“我梦想中的未来中国应当是一个物质与精神并重的大同社会，人们有合理的自由，同时有工作的义务，一切斗争的动机和力量应用在创造和服务方面。物质的享用应当普遍而平等。”
遺著有《杏佛文存》、《楊杏佛講演集》。

### 引用
1. ↑  . 上財.   [2019-05-01]. （原始内容存档于2020-11-08）.
2. ↑  杨宇清. . 北京: 中国文史出版社. 1991.04. ISBN 7-5034-0480-9.
3. ↑  中华人民共和国名誉主席宋庆龄陵园管理处编. . 上海: 上海辞书出版社. 2008.02. ISBN 7-5326-2379-3.
4. ↑  《民国时期科学管理思潮研究》 南京大学 高晓东
5. ↑  《留学生与西方科学管理思想在中国的传播》 蒋国杰